# Piscina di Siloam

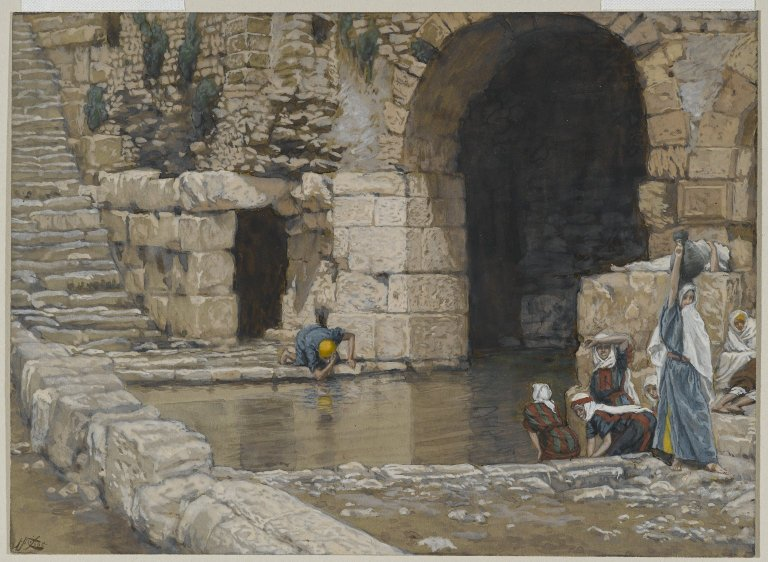
La piscina in un dipinto di James Tissot

La piscina di Siloe (o Siloam) è un sito localizzato a Siloam, nella parte inferiore del fianco meridionale del monte Ophel, l'antico sito di Gerusalemme, che ora si trova a sud est e fuori dalle mura cittadine della Città vecchia.

## Descrizione
La piscina era alimentata delle acque della sorgente di Gihon, che venivano fatte affluire tramite due acquedotti:
- il canale dell'età del bronzo medio (un intaglio profondo 6 metri scavato direttamente nella roccia e ricoperto da lastre di pietra, e databile appunto all'età del bronzo medio (c. 1800 a.C.),
- il tunnel di Ezechia (un tunnel scavato anch'esso nella roccia e databile al regno di re Ezechia, (c. 700 a.C.).

La piscina è menzionata diverse volte nella Bibbia. In Isaia 8:6 sono menzionate le acque della piscina, mentre in 22:9 si fa riferimento alla costruzione del tunnel di Ezechia. Per il Cristianesimo, il riferimento più importante alla piscina si trova nel Vangelo di Giovanni che narra la storia di Gesù che cura vicino ad essa un uomo cieco dalla nascita (Giovanni, 9). Secondo lo studioso Ronny Reich dell'Università di Haifa, la presenza di Gesù nei pressi della piscina potrebbe essere stata dettata semplicemente dalla necessità di lavarsi prima di entrare nel Tempio di Gerusalemme, una legge religiosa del tempo che gli Ebrei seguivano durante il loro annuale pellegrinaggio a Gerusalemme.
Un importante intervento di restauro della piscina venne fatto nel V secolo d.C., in età bizantina, per volere dell'imperatrice Elia Eudossia. La piscina, dopo essere stata abbandonata e lasciata in rovina, viene parzialmente riutilizzata ai nostri giorni. Circondata da un alto muro in pietra da ogni lato (fatta eccezione per un arco d'ingresso al tunnel di Ezechia, scoperto solo nel XIX secolo), è di piccole dimensioni e giace accanto ad una piccola moschea, che in parte vi è stata anche costruita sopra.

## La piscina inferiore
Antiche testimonianze riportano che durante il periodo del Secondo Tempio, esisteva una piscina inferiore più a valle della prima. Nell'autunno del 2004, alcuni operai che facevano degli scavi per una fognatura vicino al sito della piscina odierna scoprirono alcuni scalini di roccia, e quasi immediatamente lo studioso Ronny Reich insieme a Eli Shukron (entrambi eminenti archeologi) si portarono sulla scena del ritrovamento, fu subito loro evidente che quegli scalini potevano far parte della piscina del Secondo Tempio.
Gli scavi effettuati confermarono l'ipotesi iniziale, il ritrovamento fu formalmente annunciato il 9 agosto 2005 e ricevette attenzione da tutto il mondo accademico.
Questa piscina inferiore non è perfettamente rettangolare, ma leggermente trapezoidale. Ci sono tre serie di cinque scalini, due delle quali conducono a una piattaforma intermedia, prima di raggiungere il fondo, ed è stato ipotizzato che gli scalini servissero a utilizzare l'acqua a diversi livelli. Le pareti della piscina sono rivestite di pietre, ma esistono tracce di un precedente rivestimento di stucco per aiutare a contenere l'acqua. Alcune monete trovate nello stucco risalgono al tempo di Alessandro Gianneo (104—76 a.C.); altre monete ritrovate sul fondo risalgono invece al tempo della prima guerra giudaica (66—74).
Un canale conduce verso la prima piscina (o piscina superiore) per alimentare questo secondo serbatoio. Quanto della vasca e delle strutture circostanti fosse frutto della monumentale costruzione di Erode il Grande non è ancora stato accertato; né è stata trovata alcuna relazione tra questo pozzo ed il primo (ad esempio il motivo della sua costruzione, visto che esisteva già un altro serbatoio d'acqua). Una parte della piscina non è stata ancora scavata, poiché il territorio dove è collocata appartiene ad una vicina chiesa greco-ortodossa ed è occupato da un frutteto noto come Giardino del Re (Neemia 3,15).
Come riserva di acqua fresca, doveva essere un luogo di abluzioni per gli antichi Ebrei che si recavano in pellegrinaggio alla città. Il Nuovo Testamento ( Gv 9,6-11) fa pensare che essa fosse probabilmente usata come mikvah, ovvero luogo per il bagno rituale, ma poiché questo tipo di abluzioni venivano fatte nella più totale nudità e non esistono nel sito prove di ambienti per spogliarsi, questa ipotesi è in attesa di ulteriori verifiche.